# 哈弗H7
哈弗H7是长城汽车的一款运动型多用途车，预计于2013年上海国际汽车工业博览会正式发布并在同年第二季度末第三季度初上市。
该车采用非承载车身设计，底盘与公司另一皮卡车型风骏CL相同。车身主要参数为：车长4810mm、车宽1900mm、车高1850mm、轴距2800mm、整备质量1760kg、最小离地间隙230mm。
哈弗H7将采用长城新一代GW4E22 2.2升柴油发动机，该发动机可提供124KW马力及350扭矩。